# Pont vell de Vilaller
El Pont vell de Vilaller és l'antic pont sobre el riu Noguera Ribagorçana, actualment mig derruït. Està protegit com a bé cultural d'interès local.

## Descripció
El pont és una construcció del segle XVII que creua el riu Noguera Ribagorçana, unint el nucli de població principal de Vilaller amb l'anomenat barri d'Aragó que queda a la riba dreta del riu.
La construcció original tenia tres ulls, però el pont va ser malmès durant la riuada de 1963 i se'n van perdre dos.

## Història
Durant molts anys el riu es creuava mitjançant una palanca localitzada aproximadament a on està situat el pont. Al segle xvi el poble de Vilaller va experimentar un fort creixement econòmic que va fer que el 15 d'agost de 1686, el Consell General de Vilaller fes una súplica a Sa Majestat Carles II de Castella per a poder construir un pont de tres arcades de pedra on fins aleshores hi havia hagut la palanca. Es comprometien a construir-lo i mantenir-lo.
El pont va perdurar fins a la riuada del 2 d'agost de 1963, quan la crescuda del riu va derruir part del pont fent malbé dues de les tres seccions que tenia.
Durant un temps unes passeres de fusta sobre el pont derruït permetien travessar el riu, fins que el Juny de 1964 es va construir un pont nou aigües amunt del riu que perdura actualment.